# Поразництво
Пора́зництво —  це прийняття поразки без жодного опору. Занепадництво. В повсякденному вжитку поразництво має негативну конотацію і часто пов'язаний зі зрадою та песимізмом, або навіть із ситуацією, яка сприймається як безнадійна. Термін також часто використовується у військовому контексті: солдат може бути поразником, якщо він відмовляється воювати, бо вважає, що неодмінно програє або що битва заздалегідь програна.
У західному світі вживається поняття дефетизму (фр. Défaitisme, від défaite — поразка), що вперше з'явилося під час Першої світової війни у Франції, як докір в систематичному живленні малодушності, свідомості безсилля і безнадійності військових дій у власних рядах. Подібні дії розглядалися урядами як ведення психологічної війни на боці супротивника, що прирівнювалося до зради й жорстоко переслідувалося за допомогою військових трибуналів.